# Білал Беннама
Білал Беннама (фр. Billal Bennama, 14 червня 1998, Бланьяк, Верхня Гаронна) — французький боксер, призер Олімпійських ігор 2024, чемпіон Європи та Європейських ігор, призер чемпіонатів світу серед аматорів.

## Аматорська кар'єра
2017 року Білал Беннама вперше виграв чемпіонат Франції і завоював срібну медаль на чемпіонаті Європи серед молоді до 22 років. 2018 року знов виграв чемпіонат Франції і завоював бронзову медаль на чемпіонаті Європи серед молоді до 22 років.
На Європейських іграх 2019 програв у другому бою Даніелю Асенову (Болгарія).
На чемпіонаті світу 2019 Білал Беннама завоював бронзову медаль.
- В 1/16 фіналу переміг Ху Цзяньгуань (Китай) — 3-2
- В 1/8 фіналу переміг Василя Єгорова (Росія) — 5-0
- У чвертьфіналі переміг Галала Яфай (Велика Британія) — 5-0
- У півфіналі програв Шахобідіну Зоїрову (Узбекистан) — 0-5

На Олімпійських іграх 2020 програв у першому бою Сакену Бібоссінову (Казахстан) — 0-5.
На чемпіонаті світу 2021 в категорії до 54 кг Білал Беннама знов завоював бронзову медаль. Після перемог над трьома суперниками він програв у півфіналі майбутньому чемпіону Цубоі Томоя (Японія) — 1-4.
На чемпіонаті Європи 2022 став чемпіоном.
- У чвертьфіналі переміг Ельміра Набієва (Україна) — 5-0
- У півфіналі переміг Мануеля Каппаї (Італія) — 5-0
- У фіналі переміг Ділана Іглсона (Ірландія) — 5-0

На чемпіонаті світу 2023 завоював срібну медаль в категорії до 51 кг.
- В 1/16 фіналу переміг Хутайва Ешіш (Йорданія) — 5-0
- В 1/8 фіналу переміг Тітісан Панмод (Таїланд) — 4-1
- У чвертьфіналі переміг Ту По Вей (Китайський Тайбей) — 5-0
- У півфіналі переміг Діпак Бхоріа (Індія) — 4-3
- У фіналі програв Хасанбою Дусматову (Узбекистан) — KO

На Європейських іграх 2023 став чемпіоном.
- В 1/16 фіналу переміг Сахіла Алахвердові (Грузія) — 5-0
- В 1/8 фіналу переміг Башкіма Байоку (Косово) — 5-0
- В 1/4 фіналу переміг Якуба Сломінського (Польща) — DSQ
- У півфіналі переміг Кіарана Макдональда (Велика Британія) — 5-0
- У фіналі переміг Самета Гумуша (Туреччина) — 4-1

На чемпіонаті Європи 2024 завоював срібну медаль в категорії до 54 кг.
- У чвертьфіналі переміг Аміна Мамедзада (Азербайджан) — 5-0
- У півфіналі переміг Габора Вирбана (Угорщина) — 5-0
- У фіналі програв Дмитру Двалі (Росія) — 0-5

На Олімпійських іграх 2020 завоював срібну медаль.
- В 1/8 фіналу переміг Роско Гілла (США) — 3-2
- У чвертьфіналі переміг Алехандро Кларо (Куба) — 3-2
- У півфіналі переміг Хуніора Алькантара (Домініканська Республіка) — 5-0
- У фіналі програв Хасанбою Дусматову (Узбекистан) — 0-5